# Ángel Martínez Cervera
Ángel Martínez Cervera (Gerona, 31 de enero de 1986), más conocido como Ángel, es un exfutbolista y entrenador español que jugaba de centrocampista. Desde octubre de 2023 es segundo entrenador del C. E. Sabadell F. C. de la Primera Federación.

## Trayectoria

### Como jugador
Se inició como jugador en la U. D. Sabat, extinto club de la ciudad de Gerona, para pasar rápidamente al R. C. D. Espanyol. El 31 de julio de 2010 se conoció su cesión para que militase en la temporada 2010-11 en el Girona F. C., donde coincidió con su hermano José Martínez Cervera, uno de los más veteranos del vestuario gerundense.
En el verano de 2011 fichó por el Blackpool Football Club tras desvincularse del R. C. D. Espanyol. Tres años después abandonó libre Blackpool para fichar por el Millwall F. C. Un año después, rescindió su contrato para fichar por el Chesterfield F. C.
En agosto de 2017 fichó por el C. E. Sabadell F. C. En este club se afianzó como titular y capitán del equipo, y finalmente logró el ascenso a Segunda División en verano de 2020 después de derrotar en los playoffs al Atlético de Madrid "B", la Cultural Leonesa y el F. C. Barcelona "B". En su regreso a la categoría de plata el equipo no pudo mantener la categoría y, cuando la temporada terminó, anunció su retirada.

### Como entrenador
El 10 de octubre de 2023 se convirtió en segundo entrenador de Gerard Bofill en el C. E. Sabadell F. C. tras la destitución de Miki Lladó.

## Clubes

### Como jugador
| Club                    | País       | Año       |
| ----------------------- | ---------- | --------- |
| R. C. D. Espanyol "B"   | España     | 2005-2007 |
| R. C. D. Espanyol       | España     | 2007-2011 |
| Rayo Vallecano (cedido) | España     | 2009-2010 |
| Girona F. C. (cedido)   | España     | 2010-2011 |
| Blackpool F. C.         | Inglaterra | 2011-2014 |
| Millwall F. C.          | Inglaterra | 2014-2015 |
| Chesterfield F. C.      | Inglaterra | 2015-2017 |
| C. E. Sabadell F. C.    | España     | 2017-2021 |

### Como entrenador
| Club                                  | País   | Año   |
| ------------------------------------- | ------ | ----- |
| C. E. Sabadell F. C. (2.º entrenador) | España | 2023- |